# K-418
Il K-418 era un SSBN sovietico della classe Yankee I. La costruzione del battello fu intrapresa presso il cantiere navale Sevmash, a Severodvinsk, ed il sottomarino entrò in servizio il 22 settembre 1970 con la Flotta del Nord.
Come altri esemplari della classe, il K-418 fu convertito secondo il Progetto 667AT Grusha (nome in codice NATO: Yankee Notch) negli anni ottanta. Le modifiche comportarono la trasformazione in SSGN, tramite l'imbarco di 20-40 missili SS-N-21 Sampson. Per effettuare tali modifiche, fu necessario provvedere all'allungamento dello scafo.
Il K-418 fu ufficialmente ritirato dal servizio operativo nel 1999.